# ماتيلد هابسبورغ
ماتيلد هابسبورغ أو ميلتشيلد (1253 - 23 ديسمبر 1304)؛ كانت دوقة بافاريا القرينة من خلال زواجها من لودفيغ الثاني، وأيضا أصبحت الحاكمة الوصية في منطقة بافاريا العليا على ابنها الأصغر لودفيغ الرابع في 1294-1301.

## السرة الذاتية
كانت ماتيلدا الابنة الكبرى لرودولف الأول ملك ألمانيا وجيرترود (آنا) من هوهنبيرغ، عائلتها هابسبورغ كانت عائلة صغيرة وضئيلة ونسبية في الإمبراطورية قبل فترة خلو العرش (1250-1273)؛ ولكن في 1 سبتمبر 1273 تم انتخاب والدها ملكًا بالإجماع، وحتى يتمكن من تأمين انتخابه والحكم كملك، طبق سياسة زواج ذكية؛ بحيث زوج ابنته ماتيلد من نائب الإمبراطورية لودفيغ الثاني الذي كان من بين الأمراء الانتخابيين الذين صوتوا في الانتخابات بالإجماع، كان من مصلحته تأمين تصويت كونت بالاتينات، وفي 24 أكتوبر 1273 يوم تتويجه وقع في آخن تم زواجها من لودفيغ مما جعلها زوجته الثالثة، كذلك تزوجت شقيقتها أغنيس في نفس اليوم من الأمير الناخب ألبرخت الثاني من ساكسونيا، منذ ذلك الحين أصبحت عائلة هابسبورغ واحدة من أعظم الأسر في الإمبراطورية، وبعد ثلاثة أيام من زفاف ماتيلد آمن رودولف بالقلاع والمدن نورنبرغ ورافنسبورغ وألتدورف وميمينجين وكاوفبورين لصهره مقابل مهر 10000 مارك.
وفي وقت لاحق تزوجت شقيقاتها كاثرينا من أوتو الثالث دوق بافاريا السفلى، في حين شقيقته هيدفيغ تزوجت من أوتو السادس مارغريف براندنبورغ-زالتسفيدل، وإما كليمينتيا تزوجت من كارلو مارتلو ملك المجر الفخري، وجوديث تزوجت من فاكلاف الثاني ملك بوهيميا، وبهذه الطريقة حصل رودولف الأول على دعم الأمراء الأقوياء في الإمبراطورية.

## الوصاية
عند وفاة زوجها عام 1294 أصبحت ماتيلدا الوصية على ابنها الأصغر لودفيغ، بحيث قامت بالمشاركة السلطة في الدوقية معه، في حين ابنها البكر رودولف (الذي كان على وشك البلوغ) أخذ الجزء الآخر، إلا أن ماتيلدا استحوذت على جزء كبير من بافاريا العليا بينما استولى رودولف على مدن مثل: إنغولشتات، ولانغنفيلد، وريتبرغ، وفي غضون عامين بلغ ابنها سن الرشد وحكم منطقته بنفسه.
على الرغم من أنها استمرت في الوصاية على ابنها الأصغر الذي تلقى تعليمه جزئيًا في فيينا وأصبح حاكماً مناصفاً مع رودولف الأول في بافاريا العليا عام 1301 بدعم من ماتيلدا وشقيقها الملك ألبرت الأول، ومع 1307 دخل في صراع مع آل هابسبورغ على ممتلكاتهم في منطقة بافاريا السفلى، انتهت بحرب أهلية ضد شقيقه رودولف بسبب الخلافات الجديدة على تقسيم أراضيهم في عام 1313، ولكن تم الصلح في ميونيخ.
استمر الخلاف بين ماتيلدا ورودولف، وفي عام 1302 اعتقل رودولف ماتيلدا وأحضرها إلى ميونيخ ، حيث وقعت معه اتفاقًا بعدم التدخل في الحكومة مرة أخرى، ولكن بمجرد غادرت حدود بافاريا أعلنت أن الاتفاقية باطلة وحصلت على دعم شقيقها ألبرت وابنها لودفيغ البافاري وآخرين.
استطاع لاحقاً ابنها لودفيغ هزيمة ابن شقيقها فريدرخ الوسيم، في الأصل كانوا أصدقاء بحيث نشأوا معاً كان سبب الصراع هو تسليم الوصاية على دوقات بافاريا السفلى القُصر (هنري الرابع عشر وأوتو الرابع وهنري الخامس عشر) إلى فريدرخ.، وفي 9 نوفمبر 1313 استطاع لودفيغ هزيمة فريدرخ في معركة غاميلسدورف وأجبره إلى التخلي عن الوصاية، تطور إلى صراع حول المُلك على العرش الإمبراطوري.

## الذرية
أنجبت ماتيلدا ولودفيغ أربعة أبناء:-
- أغنيس (توفيت. 1345) ؛ تزوجت أولاً من هاينريش الأصغر من هسن؛ ثانياُ في عام 1298/1303 تزوجت من هاينريش الأول ، مارغريف براندنبورغ-زالتسفيدل.
- رودولف الأول دوق بافاريا (4 أكتوبر 1274 ، بازل - 12 أغسطس 1319)؛ مؤسس فرع البالاتيناتي من آل فيتلسباخ.
- مليتشيلد (1275-28 مارس 1319) ، تزوج من دوق أوتو الثاني دوق براونشفايغ-لونبيورغ.
- لودفيغ الرابع إمبراطور الروماني المقدس (1 أبريل 1282 - 11 أكتوبر 1347)؛ استمر فرع البافاري من خلاله.